# St Peter Extra
St Peter Extra var en civil parish från 1894 till 1914 då den blev en del av St Peter och Garlinge, i grevskapet Kent, i England. Civil parish hade 1 166 invånare år 1911.